# Coupe Mitropa 1986-1987
Navigation
Édition précédente Édition suivante
La Coupe Mitropa 1986-1987 est la quarante-sixième édition de la Coupe Mitropa. Elle est disputée par quatre clubs provenant de quatre pays européens (Italie, Hongrie, Tchécoslovaquie et Yougoslavie). Le tournoi se déroule en Italie du 14 novembre 1986 au 16 novembre 1986.
La compétition est remportée par le club italien de l'Ascoli Calcio 1898, qui bat en finale les Tchécoslovaques du Bohemians Prague sur le score d'un buts à zéro.

## Compétition

### Demi-finales
| Équipe 1           | Résultat | Équipe 2         | Date             | Lieu               |
| ------------------ | -------- | ---------------- | ---------------- | ------------------ |
| Ascoli Calcio 1898 | 2-1      | Spartak Subotica | 14 novembre 1986 | Ascoli Piceno      |
| Bohemians Prague   | 3-1      | Vasas SC         | 14 novembre 1986 | Porto Sant'Elpidio |

### Match pour la troisième place
| Équipe 1 | Résultat | Équipe 2         | Date             | Lieu               |
| -------- | -------- | ---------------- | ---------------- | ------------------ |
| Vasas SC | 2-0      | Spartak Subotica | 16 novembre 1986 | Porto Sant'Elpidio |

### Finale
| Équipe 1           | Résultat | Équipe 2         | Date             | Lieu          |
| ------------------ | -------- | ---------------- | ---------------- | ------------- |
| Ascoli Calcio 1898 | 1-0      | Bohemians Prague | 16 novembre 1986 | Ascoli Piceno |